# ブラックキング
ブラックキングとは、特撮テレビドラマ『帰ってきたウルトラマン』をはじめとする「ウルトラシリーズ」、および『レッドマン』に登場する架空の怪獣。別名は用心棒怪獣。

## 『帰ってきたウルトラマン』に登場するブラックキング
『帰ってきたウルトラマン』第37話「ウルトラマン夕陽に死す」、第38話「ウルトラの星光る時」に登場。
ナックル星人が操る怪獣。黒い身体には巨大な金色の角、腹部には蛇腹を持ち、強靭な皮膚で全身が覆われている。ナックル星人によるウルトラマンジャックの能力分析に基づいて対ウルトラマン用に特別な訓練が施されているため、両腕をクロスしてスペシウム光線を受け止め、ブレスレットブーメランを素手で撥ね返すなど、ジャックのあらゆる技を回避・防御する。また、口から赤い熱線を吐き出して攻撃する能力も備えている。そのほか、MATが輸送していたサターンZを強奪する際には、口から煙幕を吐き出して囮としても活躍する。
上記のように高い戦闘力を持つが、ナックル星人は前述の能力分析から「ブラックキングでも勝てるかどうか危ない」と判断し、郷秀樹の冷静さを奪うために坂田兄妹を殺害するなどの念入りな作戦を採る。さらに、ジャックとの交戦ではブラックキングとのタッグを組んでの攻撃も功を奏し、ナックル星人はジャックを倒すことに成功する。その後、初代ウルトラマンとウルトラセブンによって救出されたジャックをナックル星人と共に迎え撃つが、本領を発揮したジャックの猛攻撃に圧倒され、最後は空中に放り投げられたところを手刀による新技・スライスハンドで斬首されて死亡する。
- スーツアクター：有川兼光（ノンクレジット）[出典 4][注釈 3]
- デザイン：熊谷健[出典 5]。頭部の角は、怪獣の強さの象徴として取り入れられている[11][13]。
- 決定稿では「ブラック・キング」という中黒入りの表記であった[6]。
- 当時の雑誌や怪獣図鑑[要文献特定詳細情報]に記載された設定ではレッドキングの兄[12]、もしくはナックル星人に捕獲されたレッドキングが改造された姿ともされ、蛇腹があるのはその名残である。この説は現在『週刊 ウルトラマンオフィシャルデータファイル』[要ページ番号]および『ウルトラ怪獣DVDコレクション レッドキング編』[要ページ番号]にも記載されている。資料によっては、その強さをアピールするため、レッドキングを踏襲した名前となったと記述している[8]。
- 『大怪獣バトル ULTRA MONSTERS』では、赤い光線は「ヘルマグマ」と表記されている。
- 内山まもるの漫画版では角攻撃をジャックに避けられてナックル星人に刺さり、絶命させる。その後、慌てたところを八つ裂き光輪で胴体を切断され、倒される。

## 『ウルトラ超伝説』に登場する改造ブラックキング
『てれびくん』でのグラビアと漫画で展開された、『ウルトラ超伝説』に登場。
グラビア版では『てれびくん』1981年12月号に登場。グア軍団によってパワーアップされており、角がドリルに換装されたうえに首との間には動力パイプが装着され、改造ブラックキングと呼ばれる。『帰ってきたウルトラマン』の時と同様にナックル星人に率いられ、アンドロメロスを苦しめるが、駆けつけたウルフによって形勢を逆転され、スオードUで首を切断された。
『小学一年生』1982年1月号では展開がやや異なり、ウルフのコスモオーラーで倒された。
その後、『てれびくん』1982年2月号で他の改造怪獣たちと共に復活し、全員でメロスとウルフを取り囲んで高速旋回しながら炎の渦を発生させる火炎車戦法を用いるが、破られて2人のアンドロビームで倒された。
居村眞二の漫画版では10倍にパワーアップされて登場。ナックル星人1号に率いられて地球を襲撃してエースを退け、駆けつけたメロスを1号と共に苦しめるが、弱点である動力パイプを引きちぎられ、アンドロタイフーンで倒された。
- 動力パイプは、後年に消しゴム化された際にも特徴の1つとして大きく造形されている[17]。

## 『大怪獣バトル ウルトラ銀河伝説 THE MOVIE』に登場するブラックキング
映画『大怪獣バトル ウルトラ銀河伝説 THE MOVIE』に登場。
ウルトラマンベリアルの手下になったレイオニクスのシャプレー星人（RB）に使役されている。光の国のプラズマスパークタワー付近で召喚され、得意技のヘルマグマをレイたちに放ったところ、彼の召喚したゴモラに阻まれて対決となる。だが、シャプレー星人（RB）がタワーに向かった戦士（ハヤタ、ダン、ミライ）を追って別れたために指揮者がいないという不利な状況下で戦った結果、ヘルマグマを使用する間もなく超振動波ゼロシュートを受けて倒される。
また、百体怪獣ベリュドラの左角を構成する怪獣の1体となっている。
- 『週刊 ウルトラマンオフィシャルデータファイル』では、ブラックキングはナックル星で大量に飼育されており、今回の個体はナックル星人がシャプレー星人に貸し与えた、もしくはシャプレー星人がナックル星人から強奪したものと推測されている[要ページ番号]。
- 雑誌連載版
  - 『てれびくん』で連載された漫画版では、光の国を襲ってゴモラの超振動波を喰らい、倒される。
  - 『てれびくん』2009年12月号付録のメガサイズポスターでは、ゴモラに加えてウルトラマンメビウスとも戦っている。

## 『ウルトラマン列伝』に登場するブラックキング
『ウルトラマン列伝』第39話「超決戦!ウルトラヒーロー!!」（『ウルトラマンサーガ』の未公開映像を交えたスペシャル総集編）に登場。別名は怪獣兵器。
バット星人がハイパーゼットンのスフィア細胞を中核に再生・強化改造した怪獣兵器の1体。肩や胸にはスフィアの発光器官が着いている。他の4体（アントラー、キングパンドン、ベロクロン、タイラント）と共に地球【フューチャーアース】に送り込まれ、ウルトラマンジャックとの戦いの果てにウルトラランスで倒される。

## 『ウルトラマンギンガ』に登場するブラックキング（SD）
『ウルトラマンギンガ』第1話「星の降る町」、第7話「閉ざされた世界」に登場。
礼堂ヒカルが初めてウルトライブした怪獣。スパークドールズは草むらの中から偶然発見したもので、ウルトラマンタロウ（SD）を元に戻せないと知ったヒカルが試用してウルトライブし、タロウを驚かせる。その直後に現れたサンダーダランビア（SD）と対決するも電撃を浴びたことで力が低下し、最後はヒカルがウルトラマンギンガにウルトライブしたことでスパークドールズに戻る。
第7話ではヒカルがダークガルベロス（SD）と戦うべくウルトライブし、ボクシング形式で対決するもリーチの差でパンチが通じず、敗北する。その後、ヒカルがギンガにウルトライブしたことでスパークドールズに戻る。
- スーツアクター：力丸佳大
- 着ぐるみは、『ウルトラマンサーガ』の未公開シーンで怪獣兵器に改造されたものを再改造したもの[31]。
- スパークドールズ劇場では第1回から登場。一人称は「ワシ」（もしくは「ワイ」）。お笑い芸人のような調子と、関西弁が特徴。声の担当は岸哲生。キングパンドン（SD）の登場時には「キャラが立っている」と評したり、第5回ではタロウ（SD）の物まねを披露するが、サンダーダランビア（SD）には「悪意がある」と評される。
- 『新ウルトラマン列伝』第37話では、サンダーダランビア（SD）たちからは「クロッチ」と呼ばれており、ウルトラヒーローのことが好きではないかと指摘され、かたくなに否定する。ケムール人（SD）がニセウルトラマンダイナの紹介をした際には、ほぼ標準語で解説を務める。また、番組の終盤では巨大化し、「ヘルマグマ光線」でカオスウルトラマンを倒すことを妄想する。

## 『ウルトラマンX』に登場するブラックキング
『ウルトラマンX』第5話「イージス 光る時」に登場。
Xioでの分類はタイプG。ナックル星人バンデロに操られ、スパークドールズを素粒子研究所へ輸送中のXioを襲撃する。ウルトライザーの射撃を防ぐなど、高い防御力も健在である。現れたウルトラマンエックスとも互角の戦いを繰り広げるうえ、巨大化したバンデロの加勢によって一度はエックスを追い詰めるが、乱入してきたウルトラマンゼロによって頭部の角を折られてしまい、バンデロ共々惑星ギレルモへ撤退してドリルカスタムへ強化される。
- 映像作品におけるナックル星人との共演は初代以来44年ぶりとなる[出典 8]。

### ブラックキング ドリルカスタム
『ウルトラマンX』第5話「イージス 光る時」に登場。
ウルトラマンゼロによって折られた角をメカのように補修してドリルに換装した強化改造タイプ。ドリルからは破壊光線ドリル・ブラスターを発射可能になった。惑星ギレルモへ追ってきたゼロと互角に渡り合う中、ウルトラマンゼロアーマーを装着したウルトラマンエックスが現れたため、そちらと対決する。ゴモラアーマーのゴモラ振動波やエレキングアーマーのエレキング電撃波を立て続けに受けても耐え抜いたが、最後はザナディウム光線によってスパークドールズへ圧縮され（折られた角は元に戻っていた）、ルイの手に渡った。
- スーツアクター：横尾和則
- デザインは『ウルトラ超伝説』に登場する改造ブラックキングをモチーフとしている[39]が、こちらには動力パイプが装着されていない。第5話を担当した坂本浩一の前作『ウルトラファイトビクトリー』で『ウルトラ超伝説』が初出のジュダを登場させたことを受け、制作統括の岡崎聖によって提案された[36]。デザイン画はなく、品田冬樹による造形用の図面が用意されたのみである[39][40]。
- Blu-ray BOXの解説では、改造ブラックキングや怪獣兵器も例に挙げ、ブラックキングが改造素体として優れているものと推測している[41]。

## 『ウルトラマンオーブ』に登場するブラックキング
『ウルトラマンオーブ』第10話「ジャグラー死す！」に登場。
ウルトラマンオーブを抹殺するためにメフィラス星人ノストラから与えられた怪獣カードを使い、ジャグラスジャグラーが召喚する。
本来はナックル星人ナグスが発見した怪獣カードで、その中でも最強と評されている。ハリケーンスラッシュに変身したオーブの攻撃をすべて弾き返し、次いで変身したバーンマイトをもパワーで圧倒したため、ジャグラーに勝利を確信させるが、その矢先にノストラの策によってジャグラーがナグスの凶弾に倒れる。残るオーブを始末するべくナグスの命令を受けて再度オーブに襲いかかるが、炎のパンチの直撃によって体勢を崩されたところにストビュームダイナマイトを受けて倒される。
- スーツアクター：横尾和則[45]
- 倒される際にバーンマイトの熱波で周囲が赤くなる描写は、『帰ってきたウルトラマン』での初代が倒される描写をオマージュしている[46][47]。

## 『ウルトラマンR/B』に登場するブラックキング
『ウルトラマンR/B』第2話「兄弟の絆」に登場。
何者かによって怪獣クリスタルから召喚され、地中から出現する。怪力と溶岩熱線で周囲を破壊し、まだ連携を取りきれていないウルトラマンロッソやウルトラマンブルと互角に渡り合うが、連携を学んだ彼らによって頭の角を破壊されると形勢が逆転し、フレイムスフィアシュートとアクアストリュームで倒される。その後、戦場に落ちていた怪獣クリスタルは何者か（後に愛染マコトと判明）によって回収される。
- スーツアクター：横尾和則
- 当初の脚本での出現場所はクワトロMから離れた場所であったが、第2話監督の武居正能がアサヒとウシオも含めた市民にロッソとブルがヒーローと認められるというシチュエーションにするため、改訂された[51]。
- 武居は、定番の水平に光線を受ける倒され方にはしたくないと考え、第1話のグルジオボーン戦とは逆にロッソとブルが上空からブラックキングに光線を浴びせる描写とした[51]。武居は、これは以前からやりたかった案の1つであると述べている[51]。

## 『ウルトラマンタイガ』に登場するブラックキング
『ウルトラマンタイガ』第10話「夕映えの戦士」に登場。
ナックル星人オデッサ（小田）により、とある倉庫の異空間にて卵の状態で長期保管されていたところを、ウルトラマントレギア（霧崎）が小田に接触したことから、彼の抑えきれない闘争本能を感知して孵化し、巨大化する。怪力と溶岩熱線でタイガを圧倒するが、彼から交代したウルトラマンタイタスに形勢を逆転され、最後はエレクトロバスターで倒される。「相棒」を失った虚無感に襲われた小田のもとには、卵殻だけが残された。
- スーツアクター：新井宏幸

## 『ウルトラマンレグロス ファーストミッション』に登場するブラックキング
『ウルトラマンレグロス ファーストミッション』に登場。

## 『レッドマン』に登場するブラックキング
『レッドマン』第2話、第5話に登場。
- 第2話：レッドアローをよけるが、レッドナイフで斬り倒される[55]。
- 第5話：両手からミサイルのようなものを発射する。レッドフォールで倒される[55]。

## ゲーム作品に登場するブラックキング

### 『ウルトラマン Fighting Evolution 0』
PlayStation Portable専用ソフト『ウルトラマン Fighting Evolution 0』に登場。
宇宙全体に出現した怪獣たちの1匹として登場。地球で暴れ回っていたところに現れたウルトラ兄弟の1人（プレイヤーキャラクター）と対決し、追い詰められるとヤプール人の能力転送カプセルでエレキングの能力を注入された強化ブラックキングとなる。

### 『大怪獣バトル ULTRA MONSTERS』
『大怪獣バトル ULTRA MONSTERS』第8話「暗殺宇宙人ナックル星人」に登場。
今までのシリーズ同様、ナックル星人の使役する怪獣として登場。ナックル星人が主人公のバトルナイザーを奪うために召喚する。レッドキング以上の怪力でバトルナイザーの怪獣と戦いを繰り広げた後、倒される。
原作と同様にかなり強力で、ステータスはスピードが低いもののアタックとパワーが高い。特にアタックの値は今作の怪獣中トップクラスであり、ディフェンスが高い相手に非常に有利に戦える。必殺技は劇中の熱線を再現した「ヘルマグマ」のほか、ヘルマグマを地面にぶつけた際の爆発で相手を空中に放り投げて叩きつける「フルパワーヘルマグマ」や、強力な頭突き攻撃を加える「強烈な頭突き」という新必殺技を持つ。また、NEO第3弾ではナックル星人と組むことで、「マッドネスコンビネーション」というタッグ必殺技を発動させることが可能となった。

## その他の作品に登場するブラックキング

### ウルトラシリーズ
- 『ウルトラマンタロウ』では、エンペラ星人がウルトラ大戦争時に率いていた怪獣軍団の中に姿を確認できる。第40話の回想シーンにも35大怪獣・宇宙人の1体として登場する。また、同作放送中に発売された学年誌[要文献特定詳細情報]での解説によると、第27話から第30話までに登場する怪獣は、怪獣軍団から選りすぐって送り込まれたもので、ブラックキングもタロウ抹殺のための候補に上がったが、ナックル星人がついていないと勝てそうにないという理由で除外されたという。第40話に登場するタイラントは脚本ではブラックキングの角と記載されており[56]、当時の学年誌では初期設定のまま紹介されているものもあるほか、『ウルトラマンギンガ 劇場スペシャル』のパンフレットでも紹介されている[注釈 4]。
- 『ウルトラマン80』第15話では、怪獣墓場を漂う怪獣の1体として登場している[57]。
- 『ウルトラマンアーク』第2話では、胸から下がブラックキングに酷似した古代怪獣リオドが登場する[58]。
- 映画『ウルトラマンZOFFY ウルトラの戦士VS大怪獣軍団』では、ナックル星人と共にジャックと対決（映像は『帰ってきたウルトラマン』の流用）。スライスハンドで首を斬首されるシーンはカットされ、空中へ投げ飛ばされた次の瞬間には倒れている。
- ビデオ作品『ウルトラ怪獣伝説』では、バルタン星人率いる怪獣軍団の一員として登場。
- 映画『大決戦!超ウルトラ8兄弟』では、当初は登場が予定されていたことから酉澤安施によるラフデザインも描かれていた（超全集やDVD映像特典のギャラリーにも載っている）が、撮影の際にはキングパンドンへ変更された[59]。また、ギガキマイラも「アルティザウラー」という名称の初稿デザインでは腹部にブラックキングの意匠が存在していた[60]。
- 『ウルトラゾーン』では、第10話のアイキャッチにナックル星人と共に登場してラーメン屋で働くが、湯切りの際に勢い余って客の女性の頭に麺を飛ばす姿が描かれている[61]。
- 『ウルトラマンフェスティバル2012』のライブステージ第1部では、バット星人の仕向けた怪獣軍団の1体として登場。バット星人を追って地球に来たウルトラマンAと戦うが、最後はウルトラギロチンで倒される。
- 漫画作品
  - 内山まもる作品
    - 『さよならウルトラ兄弟』[注釈 5]では、ジャッカル大魔王がブラックキングに変身し、ナックル星人の幻影に気を取られたジャックの腹を角で貫いて倒している[注釈 6]。
    - 『かがやけ ウルトラの星』[注釈 7]では、怪獣軍団の一員として登場。ナックル星人に率いられて東京に出現し、ウルトラマンタロウと戦った後に他の怪獣と合流してウルトラ兄弟と戦う。

  - 『ウルトラマン超闘士激伝』では、ナックル星人と共に銀河最強武闘会を観戦して感動するなどの一面も見せる。

### その他
- 『飛び出せ!青春』第16話では、アルバイトが使う着ぐるみとして登場する[64]。スーツは撮影用。[要出典]
- 『めちゃ×2イケてるッ!』では、『大怪獣バトル ウルトラ銀河伝説 THE MOVIE』の出演オーディションに参加。
- コンピュータゲーム『ワイルドアームズ セカンドイグニッション』では、色が違うがブラックキングとよく似た姿の「コバルトキング」というボスが登場する。別名も「用心棒怪獣」。
- 2009年のHONDA「ステップワゴン スパーダ」のCMでは、スパーダを恐れて他の怪獣と共に道を空ける役で出演している。
- テレビアニメ『SSSS.GRIDMAN』では、新条アカネの部屋の棚にブラックキングの頭部が飾られている[65]。